# San Biagio Saracinisco
Pour les articles homonymes, voir San Biagio.
San Biagio Saracinisco (dans la langue locale: Sande Ghiasce  /sandǝ gːjaːʃǝ/) est une commune italienne située dans la province de Frosinone, dans la région Latium, en Italie centrale.

## Géographie

### Situation
Dans la région du Latium méridional, le village de San Biagio Saracinisco est situé à 36 km de Cassino dans la province de Frosinone, à mi-chemin entre Rome et Naples.  Avec une altitude 866 m, elle fait partie du parc national des Abruzzes, Latium et Molise, la plus grande réserve naturelle d’Italie.  D’une surface de 31 km2, elle compte au dernier recensement 364 habitants. Le bourg est situé sur un pic rocheux entouré des monts Meta (2 241 m), Mare (2 020 m), Cavallo (2039), Cavio (1 699 m), Santa Croce.

### Le lac
Le lac Selva dans le hameau de Pratola, au lieu-dit Fontana Cicchetto est un bassin artificiel pour alimenter la centrale hydroélectrique de Cassino, construite en 1956. Il a une capacité de 2 millions de m3. On peut y pêcher, faire du canoë… Une structure d’accueil (type auberge de jeunesse) offre aux visiteurs un lieu de villégiature. Un restaurant et une aire de pique- nique avec un barbecue permet de se restaurer.  Les environnements ont été aménagés (chemins et gites de montagne) pour faire des randonnées pédestres et en VTT.

### Tremblements de terre
Cette région a subi, à plusieurs reprises, des secousses telluriques : 
- 9 septembre 1349

- 13 juillet 1873

- 15 janvier 1915

- 7 et 11 mai 1984

## Démographie

### Évolution de la population
San Biagio Saracinisco a connu une importante contraction démographique au cours du XXe siècle. Si en 1951 la commune comptait plus de 1 000 habitants, le recensement de 2021 n’en compte qu’un peu plus de 300. La baisse est principalement liée à l’émigration massive, notamment dans les années 1950 et 1960, vers l’Europe du Nord (notamment la Belgique, l’Allemagne, la Suède et la France) et en partie vers l’Italie du Centre-Nord.
| Année | Habitants | Année | Habitants |
| ----- | --------- | ----- | --------- |
| 1861  | 1149      | 1951  | 1063      |
| 1871  | 1255      | 1961  | 1083      |
| 1881  | 1292      | 1971  | 573       |
| 1901  | 1567      | 1981  | 478       |
| 1911  | 1570      | 1991  | 438       |
| 1921  | 1196      | 2001  | 365       |
| 1931  | 1019      | 2011  | 361       |
| 1936  | 1127      | 2021  | 313       |

### Les grandes épidémies
- En 1656, la peste a décimé la totalité de la population. Il a fallu plus de 20 ans pour rétablir le même nombre d’habitants.

- En 1874, 300 habitants moururent du choléra.

- En 1918, 80 personnes décédèrent du virus de la grippe « espagnole ».

### Exil
Deux flux d’émigration ont marqué l’évolution de la population :  
À partir de 1915, une première vague (environ ¼) émigra vers Rome, Milan, Paris, Berlin…  
Après 1960, une seconde vague (la moitié de la population) quitta le village pour l’étranger (en Europe du Nord, mais aussi aux États-Unis, au Brésil). 
Parmi les familles qui ont choisi l’émigration citons : Paolillo, Cocozza, Di Meo, Iaconelli ou Jaconelli (forme francisée), Mancini, Minchella, Rossi, Valente 

## Histoire

### Étymologie du nom
San Biagio (Saint Blaise) dont les reliques se trouvent dans divers églises locales  est révéré par les moines bénédictins de l’abbaye du Mont Cassin, fondée en 529, sur un promontoire au-dessus de la vallée de Comino. Le terme Sarasinisco proviendrait soit de Caraceni, peuple préhistorique qui évolua en Caracenisco, puis se transforma en Sarasinisco, soit du mot Sarrasin (Saraceni en latin). En effet, lors de la dernière guerre Samnite  entre Romains et Sarrasins, ces derniers se sont établis en ces lieux en créant une place forte.

### Avant l’ère chrétienne
Ce lieu est habité depuis fort longtemps, environ 70 000 ans. Ainsi a-t-on retrouvé des vestiges du paléolithique : des tombes avec des poteries et des armes. Ces hommes occupaient des grottes naturelles et étaient de grands chasseurs ; ils poursuivaient leurs proies qu’ils amenaient jusqu’au versant de l’Apennin central. Les animaux ainsi acculés étaient contraints de se jeter dans le vide.  
Petit à petit, ils délaissèrent cet habitat naturel en faveur de petites installations fortifiées faites de murs polygonaux sur le plateau du mont Santa Croce. Des fouilles ont mis au jour au lieu-dit Omini morti une nécropole de type « étrusque » avec des squelettes parés de ceinturons de bronze, de lances de fer, de bijoux ainsi que de vases émaillés en terre cuite et peints. Ces objets attestent d’échanges commerciaux avec la vallée. Ils exploitaient des mines de fer et d’argent extraits du mont Meta.  
À cause de sa proximité avec la voie Sora-Venafro-Capua, qui serpente entre les monts et est moins contrôlée que la voie Roma-Naples située sur la plaine, SBS et les communes environnantes furent le théâtre de nombreuses révoltes et guerres contre le pouvoir romain, notamment contre l’esclavage aux IVe et IIIe siècles av. J.-C.. 

### L’abbaye du Mont Cassin "Monte Cassino"
Après la chute de l’Empire romain, le territoire fut occupé successivement par les Barbares (vers 410), les Goths d’Alaric (455), les Vandales (476), les Hérules, puis les Lombards et les Sarrasins. En 1055, les seigneurs de Capua, Pandolfo et Landolfo donnèrent ce territoire aux moines du Mont-Cassin afin de travailler la terre. Ces derniers confièrent la culture à quelques familles de bergers des environs (de Picinisco, Agnone et Atina). Au milieu du XVIIe siècle, une épidémie de peste décima la presque totalité de la population. En 1678, les moines érigèrent une chapelle dédiée à saint Blaise, un premier noyau d’habitants venus de Cervaro, San Vittore, Rocca d'Evandro et Cassino prit possession des lieux.  Sous l’occupation napoléonienne (1806 à 1815), le bourg comptait 500 habitants et était administré par Vallerotonda. 

### Brigandage
Le territoire vaste et accidenté, plein d’anfractuosités et de cavernes naturelles, a été longtemps propice au brigandage. Au XVIe siècle, un certain Swadan, chef de bande, attaquait les villages et rançonnait les voyageurs. En décembre 1546, sa tête fut mise à prix pour une somme de 100 ducats. 
La pauvreté et la misère sont les facteurs qui expliquent ce phénomène.  Lui succédèrent Colamattei di Sant’Elia, Cristoforo Valente Di Cervaro, Mezza di Casalattico, Domenico Fuoco di San Pietro.  Le brigandage ne prit fin qu’au milieu du XIXe siècle sous le règne de Ferdinand II.  
On raconte qu’un trésor serait encore caché quelque part dans les montagnes !

### Commune indépendante
En 1858, sous le règne de Ferdinand II, roi de Naples, SBS obtint par décret son autonomie et devint, avec plus de 1 000 âmes, commune à part entière sous le nom de San Biagio Sarasinisco, dans la province de Terra Laboris.  
La seconde partie du XIXe siècle vit le développement des terres cultivés et de l’élevage ovin et caprin. La population s’accrut rapidement, ce qui ne fut pas sans problème pour les paysans qui s’appauvrirent. C’est ainsi que débuta la première vague d’émigration.  

### Le début duXXesiècle
La courbe démographique atteint son summum en 1911 avec 1 570 habitants. La misère contraint un quart des habitants à s’expatrier vers les villes italiennes du Nord, l’Allemagne, la France, la Suisse, l’Écosse, l’Angleterre, la Suède et même les États-Unis d’Amérique. 
Deux autres facteurs ont participé à la réduction de la population : la première guerre mondiale et la grippe espagnole de 1918. C’est ainsi qu’en 1931, on ne comptait plus que 1 019 habitants

### L’entre deux guerres
Cette période marque une profonde évolution avec l’avènement du fascisme. De grands travaux virent le jour : mise en place de pavés sur la Piazza Marconi, un mur de pierre en aval de la Piazza Croce, une fontaine de pierre dans le bourg, un mur autour du cimetière, une école publique, et enfin une centrale hydroélectrique.  
La population en 1936 s’élevait à 1 127 habitants. 

### La seconde guerre mondiale
Mais l’ombre de la seconde guerre et la proximité de Cassino amena le général Kesselring à créer la ligne Gustav qui partageait le pays.  
De nombreux jeunes furent enrôlés dans l’armée et payèrent de leur personne. D’autres durent participer au STO (Service du travail obligatoire, non rémunéré), ils se retrouvèrent au front pour construire des fortifications.   
SBS fut occupé par le 85e régiment autrichien et le 10e des chasseurs alpins, le rapport entre les habitants et les occupants germanophones fut assez paisible, car la commune bénéficiait des services d’un habitant bilingue.   
Le territoire fut le lieu de nombreux combats, des milliers de soldats venus du monde entier (Amérique, Afrique, Europe) se sont affrontés sur les collines et les monts environnants. Toute la région fut bombardée. La population civile dut être évacuée par camions vers la province de Cremone à cinq jours de distance.  
Le 12 janvier 1944 à 5 h30, le 18e régiment marocain et le 7e algérien attaquèrent dans le but de pénétrer à Sant’Elia Fiumerapido. Ce fut un massacre.   
Au mont Santa Croce, le 27 mai 1944 à 21 h, les derniers Allemands furent délogés par la 41e compagnie de parachutistes du 184e régiment.   
Le village était totalement détruit. On estime à plus de 5 000 morts dans la région. 1946 marque la fin de la dictature, la fin de la guerre et la fin de la monarchie de Savoie.  

### L’après-guerre
Les déplacés retrouvèrent leur village en ruines. Tout devait être reconstruit.  
Petit à petit, SBS naquit de ses cendres, se repeupla, si bien qu’en 1961, on comptait presque le même nombre d’âmes qu’en 1921. 
Mais les difficultés économiques et financières amenèrent une émigration très massive : la moitié de la population alla s’installer à l’étranger.  
Aujourd’hui, bien que la population soit faible, de nombreuses maisons se construisent chaque année pour et par les enfants et petits-enfants de ces émigrés.

## Économie
L’agriculture et l’élevage sont historiquement les deux ressources de la commune.
Toutefois, aujourd’hui avec le lac, le tourisme semble apporter un afflux estival. D’ailleurs, à cet effet, la mairie a impulsé la création d’un centre de loisirs, d’une Ostello, d’un restaurant-café et la remise en état des refuges de montagne pour des randonnées pédestres ou en VTT.

## Culture

### Dialecte
À la suite des nombreuses invasions et occupations, les habitants de SBS perpétuent le dialecte appris depuis des générations, c’est un mélange de latin, d’italien, de français (occupation napoléonienne), d’espagnol.
En voici quelques exemples : Italien andiamo, dialecte jame, latin eamus, italien scatola, dialecte buatta, français ; Italien : fazzoletto, dialecte : maccature, catalan : moquero.
En dialecte, les consonnes sont redoublées, la consonne v se prononce w, la voyelle o est ouverte, l’article il se prononce glie comme medaglie, le c suivi de la voyelle e o ou i se prononce sce comme dans le mot pesce. 

### Pèlerinage
Le 3 février, les habitants fêtent la Saint-Blaise.  
De plus, chaque année, le premier dimanche de septembre, les habitants célèbrent Saint Blaise pour la fin miraculeuse d'une grande sécheresse.
Enfin, le 21 aout une procession accompagnée de musiciens quitte l'église de San Biaggio à quatre heures du matin pour se rendre jusqu’à la chapelle de la Vierge à Monte Canneto. Le retour a lieu le lendemain et l'arrivée est prévue autour de midi.

### Gastronomie
En août, au centre historique, se déroule la Sagra del Frattaccio, avec dégustation de la Frattaccio, avec des danses et musiques folkloriques, et qui se clôt par un feu d’artifice.  En 2010, on a accueilli 2 150 visiteurs.
Monuments et patrimoine
Le musée (en cours) présente la nécropole.

## Administration

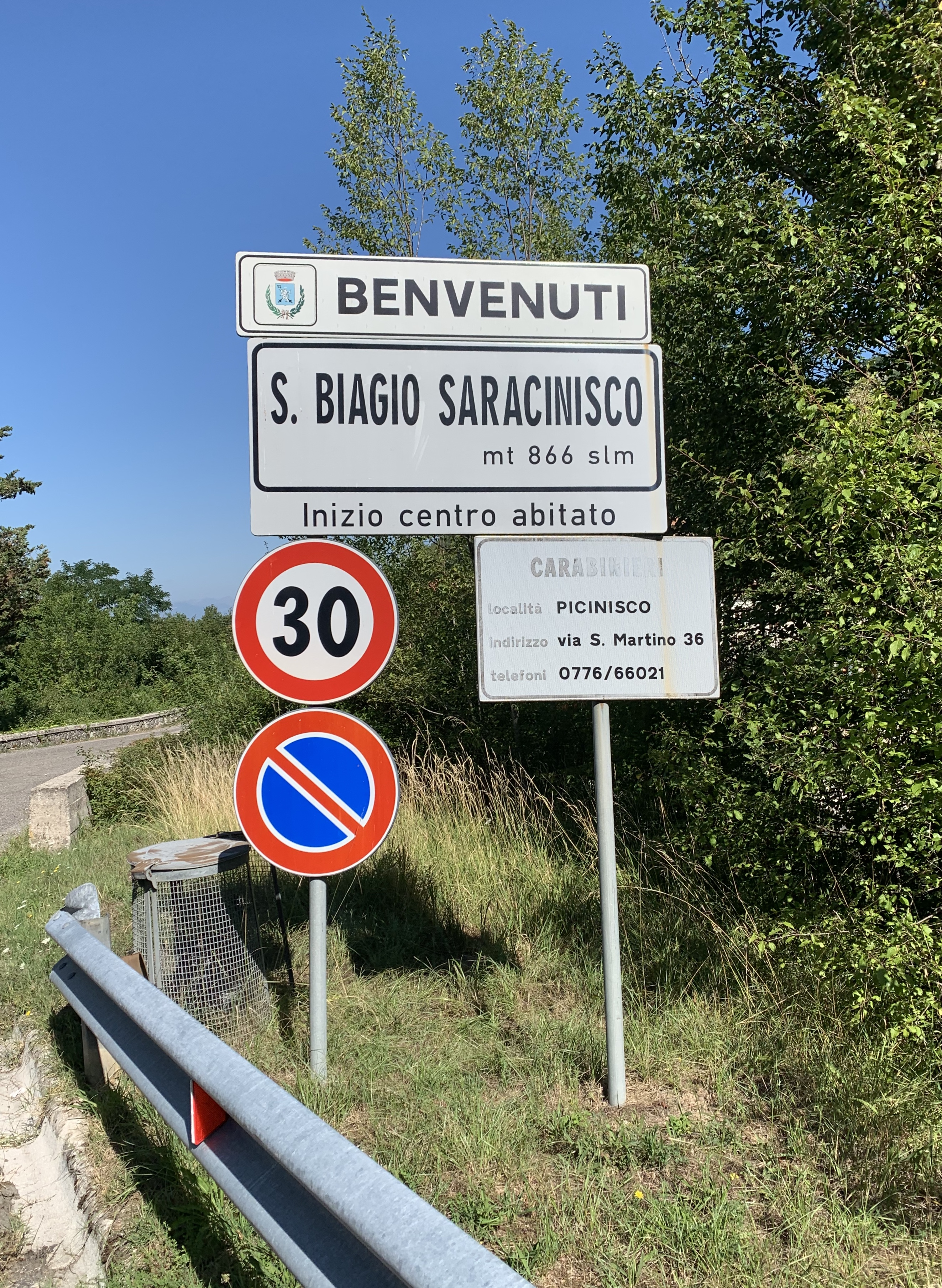
Panneau d'entrée à San Biagio Saracinisco - Photo de Giovanni IACONELLI

| Période    | Période    | NOM       | Prénom         |
| ---------- | ---------- | --------- | -------------- |
| 24/04/1946 | 15/02/1958 | PAOLILLO  | Giuseppe       |
| 22/02/1958 | 09/06/1970 | IACONELLI | Francesco      |
| 09/06/1970 | 12/05/1985 | PAOLILLO  | Dante          |
| 12/05/1985 | 24/04/1995 | IACONELLI | Gianfranco     |
| 24/04/1995 | 13/06/1999 | VALENTE   | Mario          |
| 13/06/1999 | 03/02/2001 | IACONELLI | Amerigo        |
| 08/06/2002 | 06/06/2007 | PAOLILLO  | Giuseppe       |
| 06/06/2007 |            | IACONELLI | Dario Giustino |
|            | En cours   | IACONELLI | Antonio        |

### Hameaux
La commune de San Biagio Saracinisco est composée du village central ainsi que de quatre hameaux :

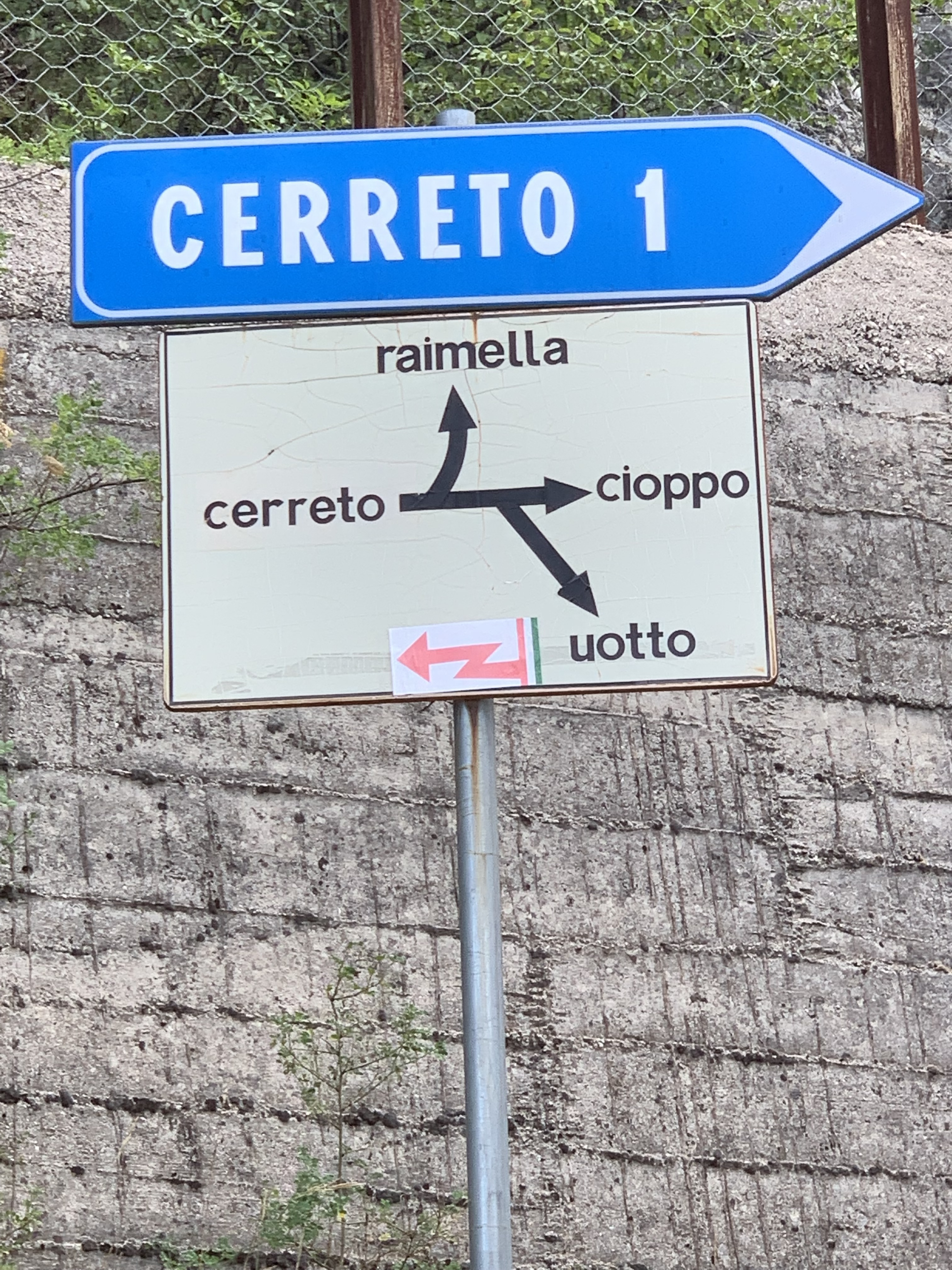
Panneau d'entrée à Cerreto - Photo de Giovanni IACONELLI

CERRETO
1. Via Cioppo
2. Via Raimella
3. Via Uotto

GALLO
1. Via Gallo

PIETREPENTE
1. Via Pietrepente

PRATOLA
1. Via Fontana Cicchetto
2. Via Giovanni Battista
3. Via Masseria Germia
4. Via Montette
5. Via Pratola
6. Via Radicosa
7. Via Rivelatta
8. Via San Rocco
9. Via Schiavonara
10. Via Venezia

### Communes limitrophes
Castel San Vincenzo, Picinisco, Pizzone, Rocchetta a Volturno, Sant'Elia Fiumerapido, Vallerotonda. Voir aussi Monte Cassino.